# Сібі
Сібі (урду سِبی, англ. Sibi) — місто розташоване в провінції Белуджистан в Пакистані на висоті 130 метрів. За даними перепису населення 2010 року населення Сібі складає 150,00 осіб.

## Клімат
Місто знаходиться у зоні, котра характеризується кліматом тропічних пустель. Найтепліший місяць — червень із середньою температурою 37.8 °C (100 °F). Найхолодніший місяць — січень, із середньою температурою 12.8 °С (55 °F).
| Клімат Сібі             | Клімат Сібі | Клімат Сібі | Клімат Сібі | Клімат Сібі | Клімат Сібі | Клімат Сібі | Клімат Сібі | Клімат Сібі | Клімат Сібі | Клімат Сібі | Клімат Сібі | Клімат Сібі | Клімат Сібі |
| Показник                | Січ.        | Лют.        | Бер.        | Квіт.       | Трав.       | Черв.       | Лип.        | Серп.       | Вер.        | Жовт.       | Лист.       | Груд.       | Рік         |
| Середній максимум, °C   | 21          | 24          | 31          | 37          | 43          | 45          | 42          | 41          | 40          | 36          | 30          | 24          | 34          |
| Середня температура, °C | 13          | 17          | 23          | 29          | 35          | 38          | 36          | 35          | 33          | 27          | 21          | 15          | 26          |
| Середній мінімум, °C    | 5           | 9           | 15          | 21          | 27          | 31          | 31          | 29          | 26          | 18          | 11          | 6           | 19          |
| Норма опадів, мм        | 12          | 8           | 13          | 9           | 2           | 10          | 38          | 23          | 9           | 1           | 5           | 4           | 134         |
| ----------------------- | ----------- | ----------- | ----------- | ----------- | ----------- | ----------- | ----------- | ----------- | ----------- | ----------- | ----------- | ----------- | ----------- |
| Джерело: Weatherbase    |             |             |             |             |             |             |             |             |             |             |             |             |             |